# 岸川祥子
岸川 祥子（きしかわ しょうこ、1975年1月2日 - ）とは、日本の放送作家、構成作家である。

## 来歴
神奈川県横浜市出身。
早稲田大学第一文学部卒業後、松竹芸能に入社。
退社後、フリーの構成作家に。現在、ドラマの番宣や情報番組を中心に活動中。

### テレビ番組
- 特命リサーチ200X（日本テレビ）
- 汐留スタイル!（日本テレビ）
- めざましテレビ（フジテレビ）
- さんぷんまる（NHK総合テレビジョン）
- 東京暇人（日本テレビ）
- 黒革の手帖（テレビ朝日）
- 必殺仕事人2009（ABC・テレビ朝日）
- マルモのおきて（フジテレビ）
- ストロベリーナイト（フジテレビ）